# Anna Vavak
Anna Vavak (* 4. März 1913; † 18. November 1959 in Wien) war ein aus Wien stammendes tschechisches Mitglied des kommunistischen Widerstands gegen den Nationalsozialismus in Wien.

## Leben
Nach Angaben späterer Kameradinnen war Vavak von Beruf Verkäuferin. Nach dem „Anschluss“ Österreichs schloss sie sich der „Tschechoslowakischen Widerstandsgruppe“ Wiener Tschechen, gemeinhin bekannt als „Tschechische Sektion der KPÖ“, an. Diese Organisation verübte einerseits Brand-, Sprengstoff- und Sabotageanschläge, andererseits produzierte und verteilte man Flugblätter, beobachtete die Wehrmacht und vermittelte Nachrichten in die Tschechoslowakei. Nach Angaben von Irma Trksak waren neben ihr selbst Vavak und Antonia Bruha die eigentlich im Widerstand aktiven weiblichen Mitglieder der Gruppe. Die Gruppe wurde 1941 von der Gestapo zerschlagen. Vavak wurde im Zuge der ersten Verhaftungen im September 1941 festgenommen.
Vavak wurde über das Gefängnis Pankrác in Prag, ein Arbeitshaus in Leipzig und das Polizeipräsidium Alexanderplatz in Berlin am 2. Oktober 1942 in das Frauen-KZ Ravensbrück deportiert. Zu dieser Zeit wurden Häftlingsfrauen für das Siemenslager Ravensbrück ausgesucht, wozu auch die zweisprachige Vavak gehörte. Anna Vavak wollte unbedingt mit den Zivilarbeitern in Kontakt treten, um sie über die Geschehnisse im Lager zu informieren. Sie meldete sich für den außerhalb des KZs liegenden Rüstungsbetrieb, das Siemenslager Ravensbrück. Mit Unterstützung von Funktionshäftlingen, vor allem der Blockältesten Rosa Jochmann, erreichte sie in kurzer Zeit maßgebliche Positionen im System der Funktionshäftlinge. Mit der Zunahme der Zahl der dort beschäftigten Häftlingsfrauen wuchs auch Vavaks Einfluss und ließ sie für die Werksleitung unentbehrlich werden. Sie wurde Hauptanweiserin für die übrigen Schreiberinnen. Nach ihrem Erinnerungsbericht führte sie die Aufnahmeprüfungen für die Häftlingskolonne durch und beeinflusste dadurch die Besetzung der Arbeitsplätze. In dieser Funktion konnte sie außerdem verhindern, dass Listen mit den Namen von Häftlingsfrauen, die nicht zur Arbeit erschienen oder ungenügend gearbeitet haben sollten, dem „Arbeitseinsatzführer“ vorgelegt wurden. Die sehr riskante Manipulation der Akkordberechnungen bot eine wichtige Möglichkeit, um Häftlinge vor drohenden Strafen und/oder Verlegung in ein Kommando mit schwerer körperlicher Arbeit zu schützen. Als Hauptanweiserin für die Schreibkräfte gelang es ihr, zunehmend weibliche Häftlinge in den Büros unterzubringen, die sie dazu anhalten konnte, die Produktion zu bremsen, indem sie nicht nur entsprechende Leistungsunterschiede einzelner Frauen auf den Kontrollkarten ausglichen, sondern auch systematischere Formen von Sabotage deckten. Die Historikerin Anette Neumann hält Vavak für eine der maßgeblichen Organisatorinnen des Widerstands im KZ Ravensbrück.
Die bei Siemens arbeitenden Häftlingsfrauen rückten am 28. April 1945, dem Tag der Evakuierung, von der SS bewacht, fast geschlossen aus dem Lager in Richtung Malchow. Auf dem Todesmarsch konnte Anna Vavak am nächsten Tag am Rastplatz zusammen mit einer anderen Frau in einer Scheune, versteckt, entkommen. Im Jahr 1946 heiratete Anna Vavak Hans Maršálek, der selbst im Konzentrationslager inhaftiert war und nach dem Zweiten Weltkrieg als Chronist des KZs Mauthausen tätig war.
Wahrscheinlich fertigte Vavak für einen der Ravensbrück-Prozesse Ende der 40er-Jahre einen Erinnerungsbericht über das Arbeitsbüro von Siemens im KZ Ravensbrück an.
Nach ihrem Tod 1959 wurde Anna Maršálek im Familiengrab der Familie Vavak auf dem Jedleseer Friedhof (Gruppe 2, Reihe 6, Nummer 20) bestattet.

## Literatur

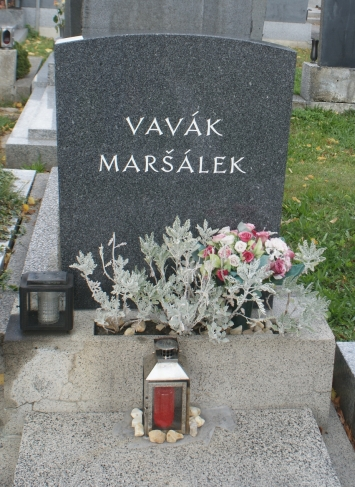
Grabstätte von Anna Vavak